# Sandra Dopfer
Sandra Dopfer (Lustenau, 25 mei 1970) is een voormalig tennisspeelster uit Oostenrijk. Zij bereikte de derde ronde op het US Open 1996.
Dopfer speelde één verloren partij voor Oostenrijk op de Fed Cup.

## Posities op deWTA-ranglijst
Positie per einde seizoen:
| jaar | rang enkelspel | rang dubbelspel |
| ---- | -------------- | --------------- |
| 1987 | 569            | 515             |
| 1988 | 280            | 389             |
| 1989 | 208            | –               |
| 1990 | 132            | 638             |
| 1991 | 196            | –               |
| 1992 | 121            | 138             |
| 1993 | 97             | 118             |
| 1994 | 90             | 268             |
| 1995 | 140            | –               |
| 1996 | 93             | 271             |
| 1997 | 111            | 516             |
| 1998 | 160            | –               |
| 1999 | 347            | –               |

## Resultaten grandslamtoernooien
| Legenda | Legenda                          |
| ------- | -------------------------------- |
| g.t.    | geen toernooi gehouden           |
| l.c.    | lagere categorie                 |
| –       | niet deelgenomen                 |
| G       | uitgeschakeld in de groepsfase   |
| 1R      | uitgeschakeld in de eerste ronde |
| 2R      | uitgeschakeld in de tweede ronde |
| 3R      | uitgeschakeld in de derde ronde  |
| 4R      | uitgeschakeld in de vierde ronde |
| KF      | uitgeschakeld in de kwartfinale  |
| HF      | uitgeschakeld in de halve finale |
| F       | de finale verloren               |
| W       | het toernooi gewonnen            |
| w-v     | winst/verlies-balans             |

### Enkelspel
| toernooi        | 1991 | 1992 | 1993 | 1994 | 1995 | 1996 | 1997 | 1998 |
| --------------- | ---- | ---- | ---- | ---- | ---- | ---- | ---- | ---- |
| Australian Open | –    | –    | 1R   | 1R   | 1R   | –    | 1R   | 1R   |
| Roland Garros   | 1R   | 2R   | 1R   | 2R   | 1R   | –    | 1R   | –    |
| Wimbledon       | –    | –    | –    | 1R   | 1R   | 1R   | 1R   | –    |
| US Open         | –    | –    | –    | 1R   | –    | 3R   | 1R   | 1R   |

### Vrouwendubbelspel
| toernooi        | 1993 | 1994 |
| --------------- | ---- | ---- |
| Australian Open | 2R   | 1R   |
| Roland Garros   | 1R   | 1R   |
| Wimbledon       | –    | –    |
| US Open         | –    | –    |